# 브라이언 핼리시
브라이언 핼리세이(Brian Hallisay, 1978년 10월 31일 ~ )는 미국의 배우이다.

## 출연 작품

### 영화
- 호스텔 3 (2011)
- Awakening (2011)
- 제시벨 (2014)
- 아메리칸 스나이퍼 (2014)

### 텔레비전
- 위드아웃 어 트레이스 (2006)
- 콜드 케이스 (2006)
- CSI: 뉴욕 (2007)
- 본즈 (2007)
- 고스트 & 크라임 (2008)
- 리졸리 앤 아일스 (2011)
- RINGER (2012)
- 클라이언트 리스트 (2012-13)
- 바디 오브 프루프 (2013)
- 미스트리스 (2014)
- 리벤지 (2014-15)
- 메이저 크라임 (2016)
- 코드 블랙 (2016)
- NCIS (2018)
- 9-1-1 (2018-19, 2023)
- 슈츠: 두 변호사 (2019)